# 759 a.C.
Il 759 a.C. (DCCLIX a.C. in numeri romani) è un anno  dell'VIII secolo a.C.

## Morti
- Ardis I, re